# Papa Zòsim
Zòsim (Mesoraca, Magna Grècia, actualment província de Crotona, Calàbria - ? 418), fou Papa, amb un pontificat breu, accidentat i marcat per dificultats i contratemps. És venerat com a sant per diverses confessions cristianes.
Va ser escollit el 12 de març de 417. El Liber Pontificalis diu que era de nació grega i fill d'Abrami. Va nomenar Pàtrocle com a bisbe metropolità d'Arlés en contra de l'opinió de tots els bisbes de la regió. Pelagi condemnat per les seves heretgies pel papa Innocenci I, va apel·lar a Zòsim I, que el va absoldre.
La inclusió d'aquest papa de caràcter tan indecís en la llista dels sants, es deu possiblement a la ploma de Sant Ado de Viena, que en una peregrinació a Roma, a l'aturar-se a Ravenna va descobrir un antic Martirologi Romà, que va utilitzar per a editar una nova versió el 858 en la qual va incloure molts noms sense un major estudi o reflexió.
Segons el Liber Pontificalis va morir el 26 de desembre de 418. D'acord amb la mateixa obra va ser enterrat en la Basílica de Sant Llorenç de Roma, lloc on també es van fer enterrar posteriorment els papes Sixt III i Hilari.